# Agua Azul
För andra betydelser, se Agua Azul (olika betydelser).

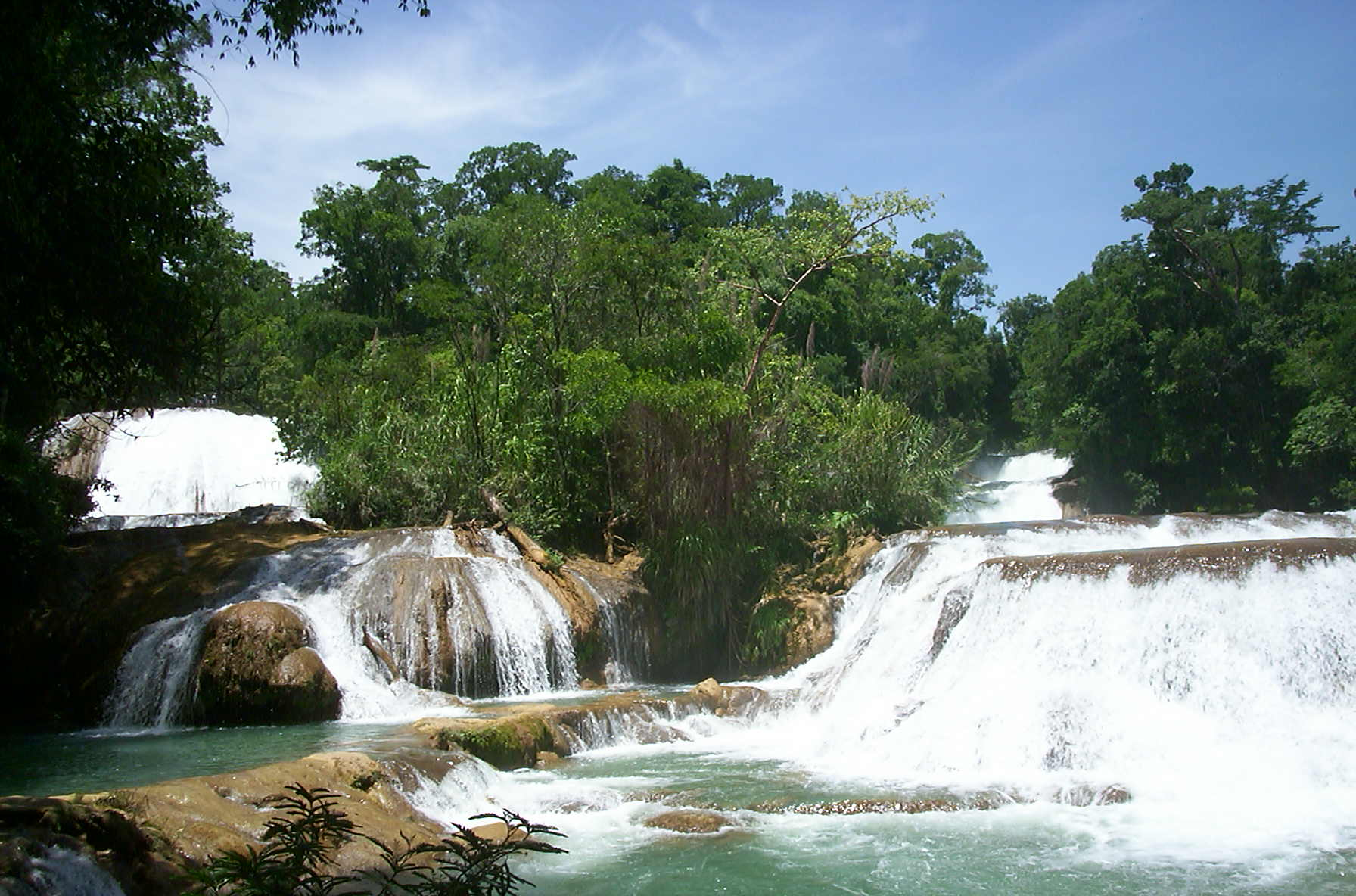
Agua Azul-vattenfallen

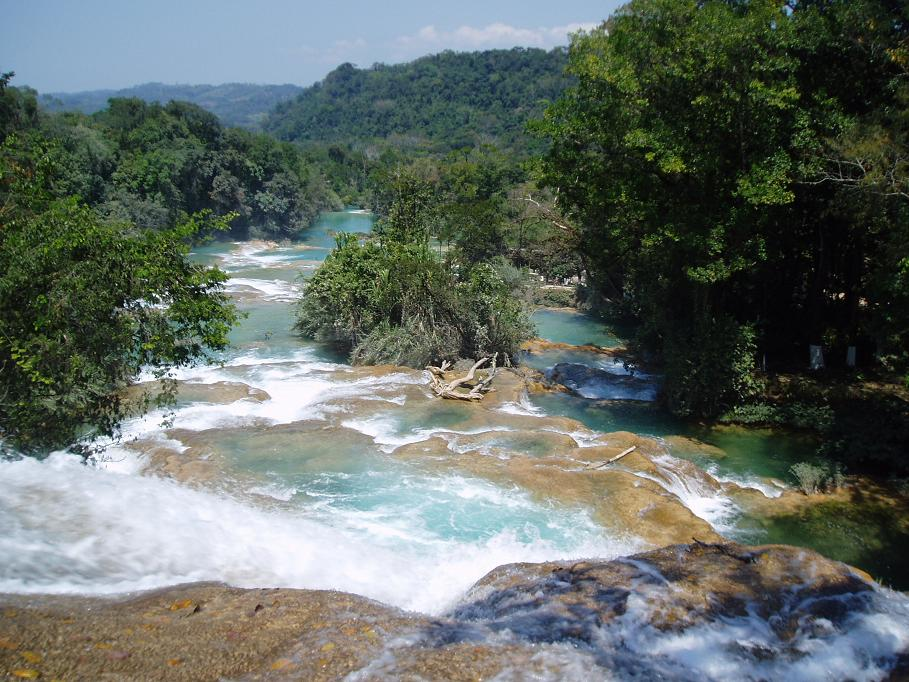
Agua Azul-vattenfallen i mars 2006.

Cataratas de Agua Azul är en nationalpark i Chiapas i Mexico. De blå vattenfallen ligger vid byn Tumbalá, 69 kilometer från Palenque. Totalt finns det över 500 vattenfall i nationalparken, med en höjd av 3–30 meter. Där finns också ett antal små bergssjöar som har akvamarinblått vatten.